# Albino Rocco
Albino Rocco (fl. XX secolo) è stato un calciatore italiano, di ruolo difensore.

## Carriera
Dopo aver militato nel Santhià, passa alla Pro Vercelli con cui disputa 29 gare in massima serie nelle stagioni 1923-1924, 1924-1925 e 1927-1928.
Lascia la Pro Vercelli nel 1928.